# Svaleavka, Pereciîn
Svaleavka (în ucraineană Свалявка) este un sat în comuna Turea Bîstra din raionul Pereciîn, regiunea Transcarpatia, Ucraina.

## Demografie
Componența lingvistică a localității Svaleavka
     Ucraineană (98,77%)
     Alte limbi (0,62%)
Conform recensământului din 2001, majoritatea populației localității Svaleavka era vorbitoare de ucraineană (98,77%), existând în minoritate și vorbitori de alte limbi.